# Corinne Schmidhauser
Corinne Schmidhauser, švicarska alpska smučarka in političarka, * 30. maj 1964, Zollikofen.
Nastopila je na Olimpijskih igrah 1988, kjer je odstopila v slalomu in veleslalomu. V svetovnem pokalu je tekmovala sedem sezon med letoma 1983 in 1989 ter dosegla štiri zmage in še štiri uvrstitve na stopničke, vse v slalomu. V skupnem seštevku svetovnega pokala se je najvišje uvrstila na dvanajsto mesto leta 1987, ko je osvojila tudi slalomski mali kristalni globus.